# Avimimus portentosus
Avimimus portentosus  (lat. "imitador de aves asombroso") es una especie y tipo del género Avimimus de  dinosaurio terópodo avimímido, que vivió a finales del período el Cretácico, hace aproximadamente 70 millones de años, en el Campaniense, en lo que hoy es Asia. El primer espécimen fue descubierto en la Formación de Djadochta y fue descrito oficialmente por el Doctor Sergi Kurzanov en 1981.
Los restos de Avimimus fueron recuperados por los paleontólogos rusos y descritos oficialmente por el Dr. Sergei Kurzanov en 1981. Los fósiles de Avimimus fueron descritos inicialmente como provenientes de la Formación Djadokta por Kurzanov. Sin embargo, en la descripción de una nueva muestra de 2006, Watabe y colegas observaron que Kurzanov probablemente se equivocó acerca de la procedencia, y es más probable de que Avimimus provenga de la más reciente Formación Nemegt.  Los especie tipo es A. portentosus. Un segundo espécimen casi completo de Avimimus fue descubierto en 1996 y se describieron en el año 2000 por Watabe y colegas. Además, estos autores identificaron una serie de pequeñas huellas de terópodos en la misma zona que pertenecerian a Avimimus.